# Па Моду Яне
Па Моду Яне (англ. Pa Modou Jagne, нар. 26 грудня 1989, Банжул) — гамбійський футболіст, захисник швейцарського нижчолігового «Дітікона» і національної збірної Гамбії.

## Клубна кар'єра
У дорослому футболі дебютував 2007 року у Швейцарії виступами за «Віль», в якому провів два сезони, взявши участь у 26 матчах чемпіонату. 
Згодом продовжував виступати за швейцарські команди, встигнувши пограти за «Санкт-Галлен», «Сьйон» та «Цюрих». З двома останніми командами відповідно у 2015
і 2018 роках, ставав володарем Кубка Швейцарії.
Після завершення контракту із «Цюрихом» влітку 2020 року певний час був поза футболом, а в травні 2021 року знайшов варіант продовжити виступи на футбольному полі, приєднавшись до команди «Дітікон», представника четвертого швейцарського дивізіону. 

## Виступи за збірні
2007 року залучався до складу молодіжної збірної Гамбії.
2008 року дебютував в офіційних матчах за національну збірну Гамбії. У її складі був учасником Кубка африканських націй 2021 року в Камеруні, де був капітаном національної команди.

## Титули і досягнення
- Чемпіон Африки (U-17): 2005
- Володар Кубка Швейцарії (2):

«Сьйон»: 2014-2015
«Цюрих»: 2017-2018